# Gerbach
Gerbach település Németországban, Rajna-vidék-Pfalz tartományban. Lakosainak száma 512 fő (2023. december 31.).

## Népesség
A település népességének változása:
| Lakosok száma | 616  | 525  | 523  | 517  | 513  | 512  |
|               | 1975 | 2017 | 2019 | 2021 | 2022 | 2023 |